# Талсіта (Техас)
Талсіта (англ. Tulsita) — переписна місцевість (CDP) в США, в окрузі Бі штату Техас. Населення — 31 особа (2020).

## Географія
Талсіта розташована за координатами 28°38′32″ пн. ш. 97°49′5″ зх. д. / 28.64222° пн. ш. 97.81806° зх. д. (28.642329, -97.818052).  За даними Бюро перепису населення США в 2010 році переписна місцевість мала площу 0,75 км², уся площа — суходіл.

## Демографія
Згідно з переписом 2010 року, у переписній місцевості мешкало 14 осіб у 8 домогосподарствах у складі 4 родин. Густота населення становила 19 осіб/км².  Було 18 помешкань (24/км²).
Расовий склад населення:
| - 92,9 % — білих - 7,1 % — осіб інших рас |

До двох чи більше рас належало 0,0 %. Частка іспаномовних становила 7,1 % від усіх жителів.
За віковим діапазоном населення розподілялося таким чином: 7,1 % — особи молодші 18 років, 57,2 % — особи у віці 18—64 років, 35,7 % — особи у віці 65 років та старші. Медіана віку мешканця становила 53,0 року. На 100 осіб жіночої статі у переписній місцевості припадало 40,0 чоловіків;  на 100 жінок у віці від 18 років та старших — 44,4 чоловіків також старших 18 років.
Цивільне працевлаштоване населення становило 0 осіб. 